# Ankeryt
Ankeryt – pospolity minerał z grupy węglanów.
Nazwa minerału pochodzi od nazwiska austriackiego mineraloga Matthiasa Josepha Ankera żyjącego na przełomie XVIII-XIX wieku.

## Charakterystyka

### Właściwości
Minerał izomorficzny z dolomitem, z którym tworzy kryształy mieszane. Tworzy skupienia zbite, masywne, ziarniste. Tworzy kryształy o pokroju romboedru  i zbliźniaczenia. Minerał kruchy, przeświecający, wolno rozpuszcza się  w kwasach; wybucha płomieniem i brązowieje. Jest solą kwasu węglowego. Wykazuje podobieństwo do dolomitu, kalcytu, magnezytu. Zawiera domieszkę magnezu i manganu, niekiedy też ceru i lantanu.

### Występowanie
Powstaje w procesach metasomatozy, wskutek wypierania z dolomitu magnezu przez żelazo. Najczęściej jest spotykany w żyłach kruszcowych, kwarcowych i złotonośnych. Występuje głównie w żyłach hydrotermalnych, w dużych skupieniach występuje rzadko. Towarzyszą mu najczęściej kwarc, kalcyt, sfaleryt, galena, chalkopiryt, fluoryt, piryt, goethyt oraz syderyt.
Miejsca występowania:
- Na świecie: duże pokłady tego minerału znajdują się na Węgrzech,  w Bułgarii w okolicach Sofii, Austria – Eisenerz, Erzberg, Niemcy – Freiberg, Rumunia – Cavnic, Słowacja – Mlynky, Włochy – Traversella, Bolzano, Novara,  Szwajcaria – Lengenbach, Binnental, Algieria – Djelfa.

- W Polsce: spotykany wyłącznie na Dolnym Śląsku: w żyłach kruszconośnych w okolicach Wałbrzycha, na Lirniku w Górach Sowich.

### Zastosowanie
- uboga ruda żelaza,
- stosowany w przemyśle metalurgicznym jako topnik,
- interesuje kolekcjonerów.